# ضياء قصبجي
ضياء قصبجي (ولدت 1939 م) أديبة سورية وكاتبة قصصية، وفنانة تشكيلية، صاحبة منتدى أدبي في دارها بحلب، عضو اتحاد الكتَّاب العرب.

## سيرتها
ولدت في حيِّ الجلُّوم في مدينة حلب عام 1939م. عملت في مجال التعليم في كل من سورية والسعودية والجزائر. عُينت في مؤسسة تسويق الأقطان في حلب حتى استقالتها عام 1991م. حيث تفرغت للكتابة. * تكتب القصة والرواية والمذكرات والمقال.
اندمجت الأديبة ضياء في المجتمعِ الثقافي والأدبي من خلالِ أعمالها الأدبية والفنية. وهي فنانة تشكيلية موهوبة أقامت أكثر من مَعرِض وقدمت مجموعة من الأعمالِ الفنية. أسسَتْ عام 1980 صالوناً أدبياً كانت تُقيمُه في منزلها ضمَّ أدباء من حلب مثل عبد السلام العجيلي، جلال قضيماتي، محمد كمال، عصام ترشحاني، يوسف طافش، رياض الجابري، محمود فاخوري، وأنور عدي وغيرهم.
ضياء قصبجي عضو اتحاد الكتاب العرب منذ عام: 1973م، شاركت في مؤتمرات اتحاد الكتاب العرب في سورية وتونس. كتبت ونشرت جُلَّ أعمالِها الأدبية في عددٍ كبيرٍ من الصحف والمجلات المحلية والعربية مثل: الجماهير، الثورة، البعث، تشرين، الموقف الأدبي، الضاد، الأديب، المعرفة، الثقافة في سورية ولبنان، النهضة في الكويت، أخبار الأدب والجديد والزهور والقصة والمنتدى في مصر، الفيصل في السعودية.

## أعمالها
1. العالم بين قوسين (قصص)، دمشق 1972م.
2. القادمة من ساحات الظل (قصص)، دمشق 1979م.
3. جسدٌ يحتضنُ الحُب (قصص)، دمشق 1981م.
4. أنتُم يامن أُحبُّكم (قصص)، بيروت 1981م.
5. التوغُّل في عمق الغابة (قصص)، دمشق 1984م.
6. امرأة في دائرة الخوف (رواية)، ليبيا 1985م. حُوِّلت إلى سهرة تلفازية، من إخراج غسان باخوس.
7. مذكرات لؤلؤة (مجلة المرأة العربية)، دمشق 1985
8. ثلوج دافئة (قصص)، دمشق 1991م.
9. إيحاءات (قصص قصيرة جدًّا)، دار إشبيلية - دمشق 1995م.
10. إيحاءات جديدة (قصص)، دمشق 2000م.
11. اختياراتي والحُب (رواية)، دار المقدسية - حلب 2001م. حُوِّلت إلى مسلسل تلفازي بعنوان (أحلام لا تموت)، من إخراج غسان باخوس.
12. لمستُ يومًا رداءها (قصص قصيرة جدًّا)، دمشق 2003م.
13. حكايات أمي (قصصٌ من الموروث الشعبي)، 2009م.[2]
14. مذكرات لولوه، 2009م.
15. أدباءُ في حياتي، 2011م.[4]

## تكريمها
نالت العديد من الأوسمة وشهادات التكريم والجوائز الأدبية منها:
1. جائزة أفضل قصة لعيد الأم. حلب 1957م.
2. جائزة اتحاد الكتاب العرب. دمشق 1980م.
3. جائزة مجلة (جيل الثورة). حلب 1982م.
4. جائزة الباسل. حلب 1996م.
5. تكريم محافظة درعا لعطائِها المستمر في خدمة الأدب. عام 1997م.
6. تكريم مجلس مدينة حلب في احتفالية حلب عاصمة الثقافة الإسلامية. عام 2006.
7. تكريم السيدة: أسماء الأسد للأمهاتِ المبدعات عام 2007م.
8. وسام شيوخ الأدب في حلب، الجمعية العربية المتحدة للآداب والفنون بحلب. عام 2011م.

## صفاتها
قال عنها الأستاذ الأديب الناقد محمد كمال: ما رأيت كاتبةً تحترم الكتابةَ الإبداعية مثلها، وتعدُّها لونًا من ألوان الطقوس العبادية، فالكتابة عند السيدة ضياء قصبجي هي الهواء الذي تتنفَّسه والدم الذي يجري في عُروقها، ومع ذلك لم تكن مصابةً بالغرور، ولا رافضةً لأي شكل من أشكال الإبداع، واستطاعت بصبرها وجناحها الأنثوي الكليل أن تتخذَ موقعها المناسب في المشهد القصصي.